# Sebastiaan Verhulst
Sebastiaan Jan Maria Verhulst (ur. 16 lutego 1907 w Aalst, zm. 13 maja 1944 w Antwerpii) – belgijski piłkarz grający na pozycji napastnika. Był reprezentantem Belgii.

## Kariera klubowa
Swoją karierę piłkarską Verhulst rozpoczął w klubie Beerschot VAC, w którym w 1925 roku zadebiutował w pierwszej lidze belgijskiej i grał w nim do 1932 roku. Wraz z Beerschotem wywalczył dwa tytuły mistrza Belgii w sezonach 1925/1926 i 1927/1928 oraz dwa wicemistrzostwa Belgii w sezonach 1926/1927 i 1928/1929. W latach 1932–1938 grał w klubie SC Eendracht Aalst.

## Kariera reprezentacyjna
W reprezentacji Belgii Verhulst zadebiutował 5 czerwca 1928 w przegranym 1:3 towarzyskim meczu z Holandią, rozegranym w Rotterdamie i był to jego jedyny mecz w kadrze narodowej. W 1928 roku był w kadrze Belgii na Igrzyska Olimpijskie w Amsterdamie.